# 希格斯机制

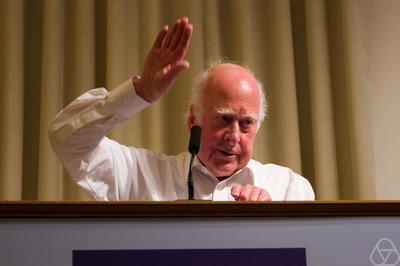
彼得·希格斯

在標準模型裏，希格斯機制（英語：Higgs mechanism）是一種生成質量的機制，能夠使基本粒子獲得質量。為什麼費米子、W玻色子、Z玻色子具有質量，而光子、膠子的質量為零？:361-368希格斯機制可以解釋這問題。希格斯機制應用自發對稱性破缺來賦予規範玻色子質量。在所有可以賦予規範玻色子質量，而同時又遵守規範理論的可能機制中，這是最簡單的機制。:378-381根據希格斯機制，希格斯場遍佈於宇宙，有些基本粒子因為與希格斯場之間交互作用而獲得質量。
更仔細地解釋，在规范场论裏，為了滿足局域規範不變性，必須設定规范玻色子的质量為零。由於希格斯場的真空期望值不等於零，造成自發對稱性破缺，因此規範玻色子會獲得質量，同時生成一種零質量玻色子，稱為戈德斯通玻色子，而希格斯玻色子則是伴隨著希格斯場的粒子，是希格斯場的振動。通過選擇適當的規範，戈德斯通玻色子會被抵銷，只存留帶質量希格斯玻色子與帶質量規範向量場。:378-381
費米子也是因為與希格斯場相互作用而獲得質量，但它們獲得質量的方式不同於W玻色子、Z玻色子的方式。在规范场论裏，為了滿足局域規範不變性，必須設定費米子的质量為零。通過湯川耦合，費米子也可以因為自發對稱性破缺而獲得質量。:689ff
本條目的數學表述內容需要讀者了解一些量子場論的知識。所有方程式都遵守愛因斯坦求合約定。按照粒子物理學慣例，採用CGS單位制為物理量的單位，並且設定光速與約化普朗克常數的數值為{\displaystyle 1}。

## 歷史
1964年，分別有三組研究小組幾乎同時地獨立研究出希格斯機制，其中，一組為弗朗索瓦·恩格勒和羅伯特·布繞特，另一組為彼得·希格斯，第三組為傑拉德·古拉尼、卡爾·哈庚和湯姆·基博爾。古拉尼於1965年、希格斯於1966年又各自更進一步發表論文探討這模型的性質。這些論文表明，假若將規範不變性理論與自發對稱性破缺的概念以某種特別方式連結在一起，則規範玻色子必然會獲得質量。1967年，史蒂文·溫伯格與阿卜杜勒·薩拉姆首先應用希格斯機制來打破電弱對稱性，並且表述希格斯機制怎樣能夠併入稍後成為標準模型一部分的謝爾登·格拉肖的電弱理論。
六位物理學者分別發表的三篇論文，在《物理評論快報》50周年慶祝文獻裏被公認為里程碑論文。2010年，他們又榮獲理論粒子物理學櫻井獎。
因為“次原子粒子質量的生成機制理論，促進了人類對這方面的理解，並且最近由歐洲核子研究組織屬下大型強子對撞機的超環面儀器及緊湊緲子線圈探測器發現的基本粒子證實”，恩格勒、希格斯榮獲2013年諾貝爾物理學獎。

## U(1)希格斯機制
U(1)希格斯機制是一種很簡單的賦予質量的機制，適用於U(1)規範場論。U(1)規範場論的規範變換涉及到相位變換：{\displaystyle \phi \to \phi '=e^{i\theta }\phi }；其中，{\displaystyle \phi }是複值希格斯場，{\displaystyle \theta }是相位。這種變換是U(1)變換，所涉及的是阿貝爾群，因此是一種「阿貝爾希格斯機制」。
假定遍佈於宇宙的希格斯場是由兩個實函數{\displaystyle \phi _{1}}、{\displaystyle \phi _{2}}組成的複值純量場{\displaystyle \phi }：
{\displaystyle \phi (x^{\alpha })=\phi _{1}(x^{\alpha })+i\phi _{2}(x^{\alpha })}；
其中，{\displaystyle x^{\alpha }=\left(ct,x_{1},x_{2},x_{3}\right)}是四維坐標。
對於這自旋為零、質量為{\displaystyle m}、勢能為{\displaystyle V(\phi ^{*}\phi )}的純量場，克莱因-戈尔登拉格朗日量{\displaystyle {\mathcal {L}}}為:16-17
{\displaystyle {\mathcal {L}}=(\partial _{\alpha }\phi )^{*}(\partial ^{\alpha }\phi )-m^{2}\phi ^{*}\phi -V(\phi ^{*}\phi )}。
暫時假設質量項目不存在，則克莱因-戈尔登拉格朗日量的形式變為
{\displaystyle {\mathcal {L}}=(\partial _{\alpha }\phi )^{*}(\partial ^{\alpha }\phi )-V(\phi ^{*}\phi )}；
其中，{\displaystyle \partial _{\alpha }=\left({\frac {\partial }{\partial x^{0}}},{\frac {\partial }{\partial x^{1}}},{\frac {\partial }{\partial x^{2}}},{\frac {\partial }{\partial x^{3}}}\right)}是四維導數算子。
這是個波動方程式，可以用來描述電磁波處於位勢的物理行為。從這方程式，似乎找不到任何質量的蛛絲馬跡。

### 局域規範不變性
對於全域相位變換{\displaystyle \phi \to \phi '=e^{i\theta }\phi }，由於相位{\displaystyle \theta }是常數，拉格朗日量{\displaystyle {\mathcal {L}}}具有全域規範不變性：
{\displaystyle {\begin{aligned}{\mathcal {L}}\to {\mathcal {L}}'&=(\partial _{\alpha }\phi ')^{*}(\partial ^{\alpha }\phi ')-V(\phi '^{*}\phi ')\\&=[\partial _{\alpha }(e^{i\theta }\phi )]^{*}[\partial ^{\alpha }(e^{i\theta }\phi )]-V(\phi ^{*}\phi )\\&={\mathcal {L}}\end{aligned}}} 。
但是，假設{\displaystyle \theta }是變數，隨著時空坐標不同而改變：
{\displaystyle \theta =q\eta (x^{\alpha })}；
其中，{\displaystyle q}是電荷。
則為了要滿足局域規範不變性，必須將{\displaystyle {\mathcal {L}}}的偏導數{\displaystyle \partial _{\alpha }}改換為協變導數{\displaystyle {\mathcal {D}}_{\alpha }}，這變換與前面提到的相位變換合稱為「規範變換」：:691
{\displaystyle {\mathcal {D}}_{\alpha }\equiv \partial _{\alpha }+iqA_{\alpha }}；
其中，{\displaystyle A_{\alpha }}是規範向量場。
當做局域相位變換時，規範向量場{\displaystyle A_{\alpha }}變換為
{\displaystyle A_{\alpha }\to A_{\alpha }'=A_{\alpha }-\partial _{\alpha }\eta }。
這樣，對於局域相位變換，拉格朗日量{\displaystyle {\mathcal {L}}}具有不變性：
{\displaystyle {\begin{aligned}{\mathcal {L}}\to {\mathcal {L}}'&=\ [({\mathcal {D}}_{\alpha }\phi )^{*}({\mathcal {D}}^{\alpha }\phi )]'-V(\phi '^{*}\phi ')\\&=[(\partial _{\alpha }+iqA_{\alpha }')(e^{iq\eta }\phi )]^{*}[(\partial ^{\alpha }+iqA^{\alpha \,\prime })(e^{iq\eta }\phi )]-V(\phi ^{*}\phi )\\&=[(\partial _{\alpha }+iqA_{\alpha }-iq\partial _{\alpha }\eta )(e^{iq\eta }\phi )]^{*}[(\partial ^{\alpha }+iqA^{\alpha }-iq\partial ^{\alpha }\eta )(e^{iq\eta }\phi )]-V(\phi ^{*}\phi )\\&=[(\partial _{\alpha }+iqA_{\alpha })\phi ]^{*}[(\partial ^{\alpha }+iqA^{\alpha })\phi ]-V(\phi ^{*}\phi )\\&=({\mathcal {D}}_{\alpha }\phi )^{*}({\mathcal {D}}^{\alpha }\phi )-V(\phi ^{*}\phi )\\&={\mathcal {L}}\\\end{aligned}}}。
為了要滿足規範場論的局域規範不變性，必須添加規範向量場{\displaystyle A_{\alpha }}，連帶地也要添加規範向量場自由傳播時的普羅卡拉格朗日量（Proca Lagrangian）：
{\displaystyle {\mathcal {L}}_{P}=-\ {\frac {1}{4}}F_{\alpha \beta }F^{\alpha \beta }+\ {\frac {1}{2}}m^{2}A_{\alpha }A^{\alpha }}；
其中，{\displaystyle F^{\alpha \beta }\equiv \partial ^{\alpha }A^{\beta }-\partial ^{\beta }A^{\alpha }}。
注意到{\displaystyle F^{\alpha \beta }}滿足局域規範不變性，但是{\displaystyle A_{\alpha }A^{\alpha }}無法滿足局域規範不變性，因此必須設定質量{\displaystyle m=0}。一般而言，為了滿足局域規範不變性，所有規範玻色子的質量都必須設定為零。對於傳遞電磁交互作用的光子與傳遞強交互作用的膠子，它們都是零質量規範玻色子，所以這理論結果與它們的性質相符合。但是對於傳遞弱交互作用的W玻色子與Z玻色子，這兩種規範玻色子的質量分別為80Gev、91Gev！這理論結果與實驗結果有天壤之別。這顯露出規範理論對於這論題的嚴重不足，希格斯機制可以彌補這不足。
總結，表達為以下形式的拉格朗日量{\displaystyle {\mathcal {L}}}滿足局域規範不變性：
{\displaystyle {\mathcal {L}}=(D_{\alpha }\phi )^{*}(D^{\alpha }\phi )-\ {\frac {1}{4}}F_{\alpha \beta }F^{\alpha \beta }-V(\phi ^{*}\phi )}。

### 自發對稱性破缺
量子力學的真空與一般認知的真空不同。在量子力學裏，真空並不是全無一物的空間，虛粒子會持續地隨機生成或湮滅於空間的任意位置，這會造成奧妙的量子效應。將這些量子效應納入考量之後，空間的最低能量態，是在所有能量態之中，能量最低的能量態，又稱為基態或「真空態」。最低能量態的空間才是量子力學的真空。
設想某種對稱群變換，只能將最低能量態變換為自己，則稱最低能量態對於這種變換具有「不變性」，即最低能量態具有這種對稱性。儘管一個物理系統的拉格朗日量對於某種對稱群變換具有不變性，並不意味著它的最低能量態對於這種對稱群變換也具有不變性。假若拉格朗日量與最低能量態都具有同樣的不變性，則稱這物理系統對於這種變換具有「外顯的對稱性」；假若只有拉格朗日量具有不變性，而最低能量態不具有不變性，則稱這物理系統的對稱性被自發打破，或者稱這物理系統的對稱性被隱藏，這現象稱為「自發對稱性破缺」。:116-117

墨西哥帽勢能函數的電腦繪圖，對於繞著帽子中心軸的旋轉，帽頂具有旋轉對稱性，帽子谷底的任意位置不具有旋轉對稱性，在帽子谷底的任意位置會出現對稱性破缺。

如右圖所示，假設在墨西哥帽（sombrero）的帽頂有一個圓球。这個圓球是處於旋轉對稱性狀態，對於繞著帽子中心軸的旋轉，圓球的位置不變。這圓球也處於局部最大引力勢的狀態，極不稳定，稍加微擾，就可以促使圓球滾落至帽子谷底的任意位置，因此降低至最小引力勢位置，使得旋轉對稱性被打破。儘管這圓球在帽子谷底的所有可能位置因旋轉對稱性而相互關聯，圓球實際實現的帽子谷底位置不具有旋轉對稱性──對於繞著帽子中心軸的旋轉，圓球的位置會改變。:203在帽子谷底有無窮多個不同、簡併的最低能量態，都具有同樣的最低能量。對於繞著帽子中心軸的旋轉，會將圓球所處的最低能量態變換至另一個不同的最低能量態，除非旋轉角度為360°的整數倍數，所以，圓球的最低能量態對於旋轉變換不具有不變性，即不具有旋轉對稱性。總結，這物理系統的拉格朗日量具有旋轉對稱性，但最低能量態不具有旋轉對稱性，因此出現自發對稱性破缺現象。:203

#### 外顯的對稱性案例
假定希格斯勢的形式為
{\displaystyle V(\phi ^{*}\phi )=\mu ^{2}\phi ^{*}\phi +\lambda (\phi ^{*}\phi )^{2}}；
其中，{\displaystyle \mu }、{\displaystyle \lambda }都是正值常數。
則這物理系統只有一個最低能量態，其希格斯場為零（{\displaystyle \phi _{vac}=0}）
對於這自旋為零、質量為零、勢能為{\displaystyle V(\phi ^{*}\phi )}的純量場{\displaystyle \phi }，克莱因-戈尔登拉格朗日量{\displaystyle {\mathcal {L}}}為:16-17
{\displaystyle {\mathcal {L}}=({\mathcal {D}}_{\alpha }\phi )^{*}({\mathcal {D}}^{\alpha }\phi )-\ {\frac {1}{4}}F_{\alpha \beta }F^{\alpha \beta }-\mu ^{2}\phi ^{*}\phi -\lambda (\phi ^{*}\phi )^{2}}。
注意到這拉格朗日量的第一個項目是動能項目。
由於拉格朗日量對於局域相位變換{\displaystyle \phi \to \phi '=e^{i\theta }\phi }具有不變性，而最低能量態對於局域相位變換也具有不變性：
{\displaystyle \phi _{vac}\to \phi '_{vac}=e^{i\theta }\phi _{vac}=0}，
所以，這物理系統對於局域相位變換具有外顯的對稱性。

#### 自發對稱性破缺案例

設定直角坐標系的x-坐標與y-坐標分別為複值希格斯場的實部與虛部，z-坐標為希格斯勢，則參數為希格斯場的希格斯勢，其猜想形狀好似一頂墨西哥帽。

假定希格斯勢的形式為
{\displaystyle V(\phi ^{*}\phi )=-\mu ^{2}\phi ^{*}\phi +\lambda (\phi ^{*}\phi )^{2}}；
其中，{\displaystyle \mu }、{\displaystyle \lambda }都是正值常數。
如墨西哥帽繪圖所示，這勢能的猜想形狀好似一頂墨西哥帽。希格斯勢與拉格朗日量在{\displaystyle \phi _{\mathrm {RE} }}、{\displaystyle \phi _{\mathrm {IM} }}空間具有旋轉對稱性。位於z-坐標軸的帽頂為希格斯勢的局域最大值，其複值希格斯場為零（{\displaystyle \phi =0}），但這不是最低能量態；在帽子的谷底有無窮多個簡併的最低能量態。從無窮多個簡併的最低能量態中，物理系統只能實現出一個最低能量態，標記這最低能量態為{\displaystyle \phi _{vac}}。這物理系統的拉格朗日量對於局域相位變換{\displaystyle \phi \to \phi '=e^{i\theta }\phi }具有不變性，即在{\displaystyle \phi _{\mathrm {RE} }}、{\displaystyle \phi _{\mathrm {IM} }}空間具有旋轉對稱性，而最低能量態{\displaystyle \phi _{vac}}對於局域相位變換不具有不變性：
{\displaystyle \phi _{vac}\to \phi '_{vac}=e^{i\theta }\phi _{vac}}，
通常，{\displaystyle \phi _{vac}}不等於{\displaystyle \phi '_{vac}}，除非角弧{\displaystyle \theta }是{\displaystyle 2\pi }的整數倍數。所以，這物理系統對於局域相位變換的對稱性被自發打破。
以數學來表述，最低能量態處於勢能的最低值，對應的希格斯場真空期望絕對值{\displaystyle \langle |\phi |\rangle _{vac}}可以從勢能的公式求得：
{\displaystyle {\frac {\partial V}{\partial \phi }}=-\phi ^{*}(\mu ^{2}-2\lambda |\phi |^{2})=0}。
所以，希格斯場的真空期望絕對值{\displaystyle \langle |\phi |\rangle _{vac}}為
{\displaystyle \langle |\phi |\rangle _{vac}=\mu /{\sqrt {2\lambda }}}。
為了簡化表達式，設定常數{\displaystyle v=\mu /{\sqrt {\lambda }}}。對於這物理系統，存在有無窮多最低能量態，這些最低能量態在{\displaystyle \phi }-複平面形成一個半徑為{\displaystyle v/{\sqrt {2}}}的圓圈。物理系統的狀態只能實現出一個最低能量態，稱這最低能量態的位置為希格斯場的真空期望值。不影響論述的一般性，選擇真空期望值{\displaystyle \langle \phi \rangle _{vac}}為
{\displaystyle \langle \phi \rangle _{vac}=v/{\sqrt {2}}}。
這動作打破了其在{\displaystyle \phi _{\mathrm {RE} }}、{\displaystyle \phi _{\mathrm {IM} }}空間的旋轉對稱性。設定兩個實函數{\displaystyle \varphi _{1}}、{\displaystyle \varphi _{2}}來標紀對於最低能量態的漲落所產生的量子場：
{\displaystyle \phi =\phi _{1}+i\phi _{2}=(\varphi _{1}+v+i\varphi _{2})/{\sqrt {2}}}。
在量子場論裏，這些漲落的量子場可以詮釋為真實的粒子。將量子場的公式代入拉格朗日量，
{\displaystyle {\begin{aligned}{\mathcal {L}}&={\frac {1}{2}}[(\partial _{\alpha }+iqA_{\alpha })(\varphi _{1}+v+i\varphi _{2})]^{*}[(\partial ^{\alpha }+iqA^{\alpha })(\varphi _{1}+v+i\varphi _{2})]-\ {\frac {1}{4}}F_{\alpha \beta }F^{\alpha \beta }\\&\qquad +{\frac {\mu ^{2}}{2}}(\varphi _{1}+v+i\varphi _{2})^{*}(\varphi _{1}+v+i\varphi _{2})-\ {\frac {\lambda }{4}}[(\varphi _{1}+v+i\varphi _{2})^{*}(\varphi _{1}+v+i\varphi _{2})]^{2}\\\end{aligned}}}。
經過一番計算，取至{\displaystyle \varphi _{i}}的二次方，可以得到新形式
{\displaystyle {\mathcal {L}}={\frac {1}{2}}(\partial _{\alpha }\varphi _{1})(\partial ^{\alpha }\varphi _{1})-\mu ^{2}\varphi _{1}^{2}+\ {\frac {1}{2}}(\partial _{\alpha }\varphi _{2})(\partial ^{\alpha }\varphi _{2})-\ {\frac {1}{4}}F_{\alpha \beta }F^{\alpha \beta }+\ {\frac {1}{2}}q^{2}v^{2}A_{\alpha }A^{\alpha }+{\mathcal {L}}_{int}}。
仔細分析{\displaystyle {\mathcal {L}}}的新形式。前兩個項目是純量場{\displaystyle \varphi _{1}}的動能項目{\displaystyle {\frac {1}{2}}(\partial _{\alpha }\varphi _{1})(\partial ^{\alpha }\varphi _{1})}與質量項目{\displaystyle \mu ^{2}\varphi _{1}^{2}}，這純量場{\displaystyle \varphi _{1}}即是質量為{\displaystyle {\sqrt {2}}\mu }的希格斯玻色子，是希格斯場對於最低能量態在徑向方面的漲落。第三個項目是純量場{\displaystyle \varphi _{2}}的自由拉格朗日量，它沒有質量項目，這純量場{\displaystyle \varphi _{2}}即是零質量的戈德斯通玻色子。第四個、第五個項目是規範向量場{\displaystyle A_{\alpha }}的自由拉格朗日量{\displaystyle {\frac {1}{4}}F_{\alpha \beta }F^{\alpha \beta }}與質量項目{\displaystyle q^{2}v^{2}A_{\alpha }A^{\alpha }/2}，這規範向量場{\displaystyle A_{\alpha }}是質量為{\displaystyle |q|\mu /{\sqrt {\lambda }}}的規範玻色子。剩下的{\displaystyle {\mathcal {L}}_{int}}代表這幾個量子場彼此之間相互作用，在這裏不多做說明。
按照這結果，應該可以從做實驗證實戈德斯通玻色子存在。帶質量粒子比較難製成，粒子加速器必須使用很高的能量來碰撞製成帶質量粒子。零質量粒子案例跟重質量粒子案例不同，零質量粒子很容易製成，或者可從缺失能量或動量推測其存在。然而，事實並非如此，物理學者無法找到其存在的任何蛛絲馬跡。:378-381這意味著理論可能有瑕疵。希格斯機制可以處理這瑕疵。
回想先前的局域相位變換{\displaystyle \phi \to \phi '=e^{i\theta }\phi }，這變換並沒有設定相位{\displaystyle \theta }。假若設定相位{\displaystyle \theta }可以讓戈德斯通玻色子消失無蹤，則問題就可迎刃而解。仔細觀察這變換的公式，
{\displaystyle \phi \to \phi '=e^{i\theta }\phi =(\phi _{1}\cos {\theta }-\phi _{2}\sin {\theta })+i(\phi _{1}\sin {\theta }+\phi _{2}\cos {\theta })}。
只要設定{\displaystyle \theta =-\arctan {(\phi _{2}/\phi _{1})}}，就可以除去希格斯場{\displaystyle \phi '}的虛部{\displaystyle \phi _{2}'}，拉格朗日量變為
{\displaystyle {\mathcal {L}}=\ {\frac {1}{2}}(\partial _{\alpha }\varphi _{1})(\partial ^{\alpha }\varphi _{1})-\mu ^{2}\varphi _{1}^{2}-\ {\frac {1}{4}}F_{\alpha \beta }F^{\alpha \beta }+\ {\frac {1}{2}}q^{2}v^{2}A_{\alpha }A^{\alpha }+{\mathcal {L}}_{int}}。
總括而言，從自發對稱性破缺，可以賦予規範玻色子質量，但也生成了不符合實際物理的戈德斯通玻色子，選擇正確的規範，可以清除戈德斯通玻色子，這就是希格斯機制。:378-381

## SU(2)×U(1)希格斯機制
在標準模型裏，SU(2)×U(1)希格斯機制是最簡單的一種賦予質量的機制，適用於電弱交互作用的SU(2)×U(1)規範場論。採用這種機制的標準模型稱為最小標準模型（minimal standard model）。在這模型裏，希格斯場是複值二重態：
{\displaystyle \phi (x)={\left({\begin{matrix}\phi _{1}+\mathrm {i} \phi _{2}\\\phi _{3}+\mathrm {i} \phi _{4}\end{matrix}}\right)}}；
其中，{\displaystyle \phi _{1}}、{\displaystyle \phi _{2}}、{\displaystyle \phi _{3}}、{\displaystyle \phi _{4}}都是實函數。
這種希格斯場是由兩個複值純量場，或四個實值純量場組成，其中，兩個帶有電荷，兩個是中性。在這模型裏，還有四個零質量規範玻色子，都是橫場，如同光子一樣，具有兩個自由度。總合起來，一共有十二個自由度。自發對稱性破缺之後，一共有三個規範玻色子會獲得質量、同時各自添加一個縱場，總共有九個自由度，另外還有一個具有兩個自由度的零質量規範玻色子，剩下的一個自由度是帶質量的希格斯玻色子。三個帶質量規範玻色子分別是W+、W-和Z玻色子。零質量規範玻色子是光子。:700-703:1-3

### 標準模型
在標準模型裏，假若溫度足夠高，物理系統的電弱對稱性沒有被打破，則所有基本粒子都不具有質量。當溫度降到低於臨界溫度，希格斯場會變得不穩定，會躍遷至最低能量態，即量子力學的真空，整個物理系統的連續對稱性因此被自發打破，W玻色子、Z玻色子、費米子也因此會獲得質量。

### 局域規範不變性
SU(2)×U(1)規範場論的相位變換形式為：
{\displaystyle \phi \to \phi '=S\phi }；
其中，{\displaystyle S=e^{i\eta /2}e^{i\mathbf {w} \cdot {\boldsymbol {\sigma }}/2}}是變換矩陣，{\displaystyle \mathbf {w} =(w_{1},w_{2},w_{3})}是參數為時空坐標{\displaystyle x^{\alpha }}的向量函數，{\displaystyle {\boldsymbol {\sigma }}}是三個包立矩陣{\displaystyle \sigma _{1}}、{\displaystyle \sigma _{2}}、{\displaystyle \sigma _{3}}共同組成的矩陣向量。
由於三個包立矩陣彼此之間不能對易，SU(2)是非阿貝爾群，這機制是「非阿貝爾希格斯機制」。
指數函數{\displaystyle e^{i\mathbf {w} \cdot {\boldsymbol {\sigma }}/2}}的參數是一個矩陣：
{\displaystyle \mathbf {w} \cdot {\boldsymbol {\sigma }}=w_{j}\sigma _{j}={\begin{pmatrix}w_{3}&w_{1}-iw_{2}\\w_{1}+iw_{2}&-w_{3}\end{pmatrix}}} 。
這指數函數等於
{\displaystyle e^{i\mathbf {w} \cdot {\boldsymbol {\sigma }}/2}=\mathbb {I} \cos {(w/2)}+i({\hat {\mathbf {w} }}\cdot {\boldsymbol {\sigma }})\sin {(w/2)}}；
其中，{\displaystyle \mathbb {I} }是單位矩陣，{\displaystyle w}是{\displaystyle \mathbf {w} }的數值大小，{\displaystyle {\hat {\mathbf {w} }}=\mathbf {w} /w}是單位向量。
為了要滿足局域規範不變性，必須將{\displaystyle {\mathcal {L}}}的偏導數{\displaystyle \partial _{\alpha }}改換為協變導數{\displaystyle {\mathcal {D}}_{\alpha }}，這變換與前面提到的相位變換合稱為「規範變換」：:701
{\displaystyle {\mathcal {D}}_{\alpha }\equiv \partial _{\alpha }-i{\frac {g_{W}}{2}}\mathbf {W} _{\alpha }\cdot {\boldsymbol {\sigma }}-i{\frac {g_{B}}{2}}B_{\alpha }}；
其中，{\displaystyle g_{W}}、{\displaystyle g_{B}}都是耦合常數，{\displaystyle \mathbf {W} _{\alpha }}、{\displaystyle B_{\alpha }}分別是SU(2)規範向量場、U(1)規範向量場。
這些規範向量場的局域相位變換為
{\displaystyle \mathbf {W} _{\alpha }\to \mathbf {W} _{\alpha }'=\mathbf {W} _{\alpha }+{\frac {1}{g_{W}}}\partial _{\alpha }\mathbf {w} +\mathbf {W} _{\alpha }\times \mathbf {w} }、
{\displaystyle B_{\alpha }\to B_{\alpha }'=B_{\alpha }+{\frac {1}{g_{B}}}\partial _{\alpha }\eta }。
由於這些額外的規範向量場，又必須添加對應的自由拉格朗日量：
{\displaystyle {\mathcal {L}}_{KE}=-\ {\frac {1}{4}}\mathbf {C} _{\alpha \beta }\cdot \mathbf {C} ^{\alpha \beta }-\ {\frac {1}{4}}B_{\alpha \beta }B^{\alpha \beta }}；
其中，{\displaystyle B_{\alpha \beta }=\partial _{\alpha }B_{\beta }-\partial _{\beta }B_{\alpha }}是場強張量，{\displaystyle \mathbf {C} _{\alpha \beta }=\partial _{\alpha }\mathbf {W} _{\beta }-\partial _{\beta }\mathbf {W} _{\alpha }+g_{W}\mathbf {W} _{\alpha }\times \mathbf {W} _{\beta }}是由三個場強張量{\displaystyle C_{\alpha \beta }^{(1)}}、{\displaystyle C_{\alpha \beta }^{(2)}}、{\displaystyle C_{\alpha \beta }^{(3)}}組成的向量。
總結，表達為以下形式的拉格朗日量{\displaystyle {\mathcal {L}}}滿足局域規範不變性：
{\displaystyle {\mathcal {L}}=(D_{\alpha }\phi )^{\dagger }(D^{\alpha }\phi )-\ {\frac {1}{4}}\mathbf {C} _{\alpha \beta }\cdot \mathbf {C} ^{\alpha \beta }-\ {\frac {1}{4}}B_{\alpha \beta }B^{\alpha \beta }-V(\phi ^{\dagger }\phi )}；
其中，標號{\displaystyle \dagger }表示取埃尔米特伴随。

### 自發對稱性破缺
假定勢能的形式為
{\displaystyle V(\phi ^{\dagger }\phi )=-\mu ^{2}\phi ^{\dagger }\phi +\lambda (\phi ^{\dagger }\phi )^{2}}，
最低能量態處於勢能的最低值，對應的希格斯場滿足關係式
{\displaystyle \langle \phi ^{\dagger }\phi \rangle _{vac}=v^{2}/2=\mu ^{2}/2\lambda }。
對於這物理系統，存在有無窮多最低能量態。物理系統的狀態只能實現出一個最低能量態，稱這最低能量態的位置為希格斯場的真空期望值。不影響論述的一般性，設定真空期望值{\displaystyle \langle \phi \rangle _{vac}}為:6
{\displaystyle \langle \phi \rangle _{vac}={\left({\begin{matrix}0\\v/{\sqrt {2}}\end{matrix}}\right)}}。
設定四個新實函數{\displaystyle \varphi _{1}}、{\displaystyle \varphi _{2}}、{\displaystyle h}、{\displaystyle \varphi _{4}}來代表對於最低能量態的漲落所產生的量子場：
{\displaystyle \phi (x^{\alpha })={\left({\begin{matrix}\phi _{1}+\mathrm {i} \phi _{2}\\\phi _{3}+\mathrm {i} \phi _{4}\end{matrix}}\right)}={\frac {1}{\sqrt {2}}}{\left({\begin{matrix}\varphi _{1}+\mathrm {i} \varphi _{2}\\v+h+\mathrm {i} \varphi _{4}\end{matrix}}\right)}}。
採用么正規範（unitary gauge）:691，正確地設定變換矩陣{\displaystyle S=e^{i\mathbf {w} \cdot {\boldsymbol {\sigma }}/2}}的參數向量{\displaystyle \mathbf {w} }，可以使得{\displaystyle \varphi _{1}}、{\displaystyle \varphi _{2}}、{\displaystyle \varphi _{4}}變為零。這動作抵銷了三個戈德斯通玻色子。希格斯場變為
{\displaystyle \phi ={\frac {1}{\sqrt {2}}}{\left({\begin{matrix}0\\v+h\end{matrix}}\right)}}。
將這公式代入拉格朗日量，注意到規範玻色子的質量是來自於動能項目的改變：
{\displaystyle {\begin{aligned}\Delta {\mathcal {L}}_{KE}&=\Delta [(D_{\alpha }\phi )^{\dagger }(D^{\alpha }\phi )]\\&={\frac {1}{8}}(0,v)(g_{W}\mathbf {W} _{\alpha }\cdot {\boldsymbol {\sigma }}+g_{B}B_{\alpha })(g_{W}\mathbf {W} ^{\alpha }\cdot {\boldsymbol {\sigma }}+g_{B}B^{\alpha }){\left({\begin{matrix}0\\v\end{matrix}}\right)}\\&={\frac {v^{2}}{8}}[{g_{W}}^{2}(W_{\alpha }^{1})^{2}+{g_{W}}^{2}(W_{\alpha }^{2})^{2}+(-g_{W}W_{\alpha }^{3}+{g_{B}}B_{\alpha })^{2}]\\\end{aligned}}}。
設定W玻色子{\displaystyle W_{\alpha }^{\pm }}、Z玻色子{\displaystyle Z_{\alpha }}、光子{\displaystyle A_{\alpha }}分別為
{\displaystyle W_{\alpha }^{\pm }={\frac {1}{\sqrt {2}}}(W_{\alpha }^{1}\mp iW_{\alpha }^{2})}、
{\displaystyle Z_{\alpha }={\frac {1}{\sqrt {{g_{W}}^{2}+{g_{B}}^{2}}}}(g_{W}W_{\alpha }^{3}-g_{B}B_{\alpha })}、
{\displaystyle A_{\alpha }={\frac {1}{\sqrt {{g_{W}}^{2}+{g_{B}}^{2}}}}(g_{W}W_{\alpha }^{3}+g_{B}B_{\alpha })}。
從普羅卡拉格朗日量，可以推斷W玻色子、Z玻色子的質量分別為{\displaystyle m_{W}=g_{W}\ v/2}、{\displaystyle m_{Z}={\sqrt {{g_{W}}^{2}+{g_{B}}^{2}}}\ v/2}，而光子的質量為零。
經過一番推導，可以查明{\displaystyle g_{W}}是弱耦合常數，與電磁耦合常數{\displaystyle g_{EM}}的關係為:244:702-703
{\displaystyle g_{EM}={\frac {g_{W}g_{B}}{{g_{W}}^{2}+{g_{B}}^{2}}}}。
定義弱混合角（weak mixing angle）{\displaystyle \theta _{W}}為
{\displaystyle {\begin{pmatrix}A\\Z\end{pmatrix}}={\begin{pmatrix}\cos \theta _{W}&\sin \theta _{W}\\-\sin \theta _{W}&\cos \theta _{W}\end{pmatrix}}{\begin{pmatrix}B\\W\end{pmatrix}}}。
以耦合常數{\displaystyle g_{B}}與{\displaystyle g_{W}}來表達，
{\displaystyle \cos \theta _{W}={\frac {g_{W}}{\sqrt {{g_{W}}^{2}+{g_{B}}^{2}}}}}、
{\displaystyle \sin \theta _{W}={\frac {g_{B}}{\sqrt {{g_{W}}^{2}+{g_{B}}^{2}}}}}。
所以，
{\displaystyle g_{EM}=g_{W}\sin \theta _{W}=g_{B}\cos \theta _{W}}。
W玻色子與Z玻色子之間的質量關係為
{\displaystyle m_{W}=m_{Z}\cos \theta _{W}}。
這關係式也可以做為弱混合角的數學定義式。

### 費米子質量
對於費米子的拉格朗日量{\displaystyle {\mathcal {L}}}，除了希格斯項目{\displaystyle {\mathcal {L}}_{H}}、規範項目{\displaystyle {\mathcal {L}}_{G}}以外，必須再添加一個費米子項目{\displaystyle {\mathcal {L}}_{F}}：
{\displaystyle {\mathcal {L}}={\mathcal {L}}_{H}+{\mathcal {L}}_{G}+{\mathcal {L}}_{F}}。
這費米子項目為描述自旋1/2費米子自由傳播的狄拉克拉格朗日量：
{\displaystyle {\mathcal {L}}_{F}=i\,{\overline {\psi }}\gamma ^{\alpha }\partial _{\alpha }\psi -m{\overline {\psi }}\psi }；
其中，{\displaystyle \psi }是費米子的狄拉克旋量（Dirac Spinor），{\displaystyle {\overline {\psi }}\ {\stackrel {def}{=}}\ \psi ^{\dagger }\gamma ^{0}}是其伴隨旋量，{\displaystyle \gamma ^{\alpha }}是狄拉克矩陣，{\displaystyle m}是費米子的質量。
這方程式右手邊第一個項目是動能項目，第二個項目是質量項目。
狄拉克旋量可以按照手徵性分解為左手狄拉克旋量{\displaystyle \psi _{L}}與右手狄拉克旋量{\displaystyle \psi _{R}} ︰
{\displaystyle \psi _{L}={\frac {1-\gamma ^{5}}{2}}\psi }、
{\displaystyle \psi _{R}={\frac {1+\gamma ^{5}}{2}}\psi }；
其中，{\displaystyle \gamma ^{5}}是第五個狄拉克矩陣，{\displaystyle (1\mp \gamma ^{5})/2}是投影算符，可以挑選出狄拉克旋量的左手部分或右手部分。
物理學者做實驗發現，W玻色子只與左手費米子彼此相互作用，費米子的左手部分與右手部分，兩者的物理性質大不相同。:700-705因此，為了要正確地分析每一個部分，必須將費米子項目按照手徵性分為左手項目、右手項目。費米子動能項目可以改寫為
{\displaystyle i\,{\overline {\psi }}\gamma ^{\alpha }\partial _{\alpha }\psi =i\,{\overline {\psi }}_{L}\gamma ^{\alpha }\partial _{\alpha }\psi _{L}+i\,{\overline {\psi }}_{R}\gamma ^{\alpha }\partial _{\alpha }\psi _{R}}。
由於在規範場論裏，左手費米子與右手費米子的規範群表現不一樣。，偏導數{\displaystyle \partial _{\alpha }}必須按照手徵性分別改換為不同的協變導數{\displaystyle {\mathcal {D}}_{L\alpha }}、{\displaystyle {\mathcal {D}}_{R\alpha }}，才能滿足局域規範不變性：:702-703
{\displaystyle \partial _{\alpha }\to {\mathcal {D}}_{L\alpha }=(\partial _{\alpha }-i{\frac {g_{B}}{2}}Y_{L}B_{\alpha })\mathbb {I} -i{\frac {g_{W}}{2}}\mathbf {W} _{\alpha }\cdot {\boldsymbol {\sigma }}}、
{\displaystyle \partial _{\alpha }\to {\mathcal {D}}_{R\alpha }=\partial _{\alpha }-i{\frac {g_{B}}{2}}Y_{R}B_{\alpha }}；
其中，{\displaystyle \mathbb {I} }是單位矩陣，{\displaystyle Y_{L}}與{\displaystyle Y_{R}}分別為左手費米子與右手費米子的弱超荷。
注意到{\displaystyle {\mathcal {D}}_{L\alpha }}是一個2×2矩陣算符，而{\displaystyle {\mathcal {D}}_{R\alpha }}是一個純量算符。應用這性質，設定SU(2)二重態來表示左手費米子，SU(2)單態來表示右手費米子，就可以促使W玻色子只與左手費米子彼此相互作用。例如，對於第一代輕子，左手二重態、右手單態分別為
{\displaystyle E_{L}={\left({\begin{matrix}\nu _{e}\\e\end{matrix}}\right)}_{L}}、{\displaystyle e_{R}}；
其中，{\displaystyle \nu _{e}}、{\displaystyle e}分別是微中子、電子的狄拉克旋量。
費米子質量項目以{\displaystyle \psi _{L}}、{\displaystyle \psi _{R}}表示為
{\displaystyle -m\,{\overline {\psi }}\psi =-m\,{\overline {\psi }}_{L}\psi _{R}-m\,{\overline {\psi }}_{R}\psi _{L}}。
由於{\displaystyle \psi _{L}}、{\displaystyle \psi _{R}}所涉及的SU(2)L變換與U(1)Y變換都不一樣，質量項目不能夠滿足局域規範不變性，必須設定{\displaystyle m=0}。在標準模型裏，遵守規範理論，所有費米子的質量都必須設定為零。這樣，費米子項目變為只擁有遵守手徵對稱性的動能項目：
{\displaystyle {\mathcal {L}}_{F}=i\,{\overline {\psi }}_{L}\gamma ^{\alpha }D_{L\alpha }\psi _{L}+i\,{\overline {\psi }}_{R}\gamma ^{\alpha }D_{R\alpha }\psi _{R}}。
希格斯機制可以促使費米子獲得質量，通過添加湯川耦合項目{\displaystyle {\mathcal {L}}_{Yukawa}}在希格斯拉格朗日量{\displaystyle {\mathcal {L}}_{H}}裏，可以達成這目標：
{\displaystyle {\mathcal {L}}_{Yukawa}=-\lambda _{e}({\overline {E}}_{L}\phi e_{R}+{\overline {e}}_{R}\phi ^{\dagger }E_{L})}；
其中，{\displaystyle \lambda _{e}}是電子的「湯川耦合常數」。
由於自發對稱性破缺，採用么正規範，希格斯場會變為
{\displaystyle \phi ={\frac {1}{\sqrt {2}}}{\left({\begin{matrix}0\\v+h\end{matrix}}\right)}}，
湯川耦合項目會生成電子質量：
{\displaystyle \Delta {\mathcal {L}}_{Yukawa}=-\ {\frac {\lambda _{e}v}{\sqrt {2}}}({\overline {e}}_{L}e_{R}+{\overline {e}}_{R}e_{L})}。
很明顯地，電子質量{\displaystyle m_{e}}為
{\displaystyle m_{e}=\lambda _{e}v/{\sqrt {2}}}。
類似地，希格斯機制可以促使其他種費米子獲得質量。對於為甚麼每一種費米子都有其特定的湯川耦合常數{\displaystyle \lambda _{F}}，希格斯機制並沒有給出任何說明。標準模型裏的自由參數大多數都是湯川耦合常數:79,713-714

## 参阅
- 希格斯玻色子的實驗探索
- 探尋希格斯玻色子時間軸